# Radikal 121
Radikal 121 mit der Bedeutung „Krug, Amphore“ ist eines von 29 der 214 traditionellen Radikale der chinesischen Schrift, die mit sechs Strichen geschrieben werden.
Mit 17 Zeichenverbindungen in Mathews’ Chinese-English Dictionary gibt es nur wenige Schriftzeichen, die unter diesem Radikal im Lexikon zu finden sind.
Das Radikal „Krug“ nimmt nur in der Langzeichen-Liste traditioneller Radikale, die aus 214 Radikalen besteht, die 121. Position ein. In modernen Kurzzeichen-Wörterbüchern kann es sich an ganz anderer Stelle finden. 
Das Schriftzeichen entwickelte sich aus dem Bild eines Flaschenkürbisses. Dessen Formen sind unterschiedlich, einige haben schmale Hälse, andere sind bauchig und in der Mitte zusammengeschnürt. 
Das Einzelzeichen 缶 bedeutet amphorenförmiges Gefäß, mit kleiner Öffnung und großem Bauch. Daher sind auch die damit gebildeten Zeichen im Bedeutungsfeld irdene Gefäße angesiedelt, wie 缸 (gang = Tongefäß), 罂 (= Vase), 罐 (= Dose), 缺 (jue = mangeln; ursprünglich: zerbrochenes Gefäß), 罅 (= Riss), 窑 (= Brennofen; zusammengesetzt aus 穴 (Höhle und dem irdenen Gefäß 缶)), 陶 (tao = Keramik). 摇 (yao = schütteln) und 谣 (= Ballade) bezeichneten ursprünglich auch irdene Gefäße und enthalten daher 缶 (fu).

## Schriftzeichenverbindungen, die vom Radikal 121 regiert werden
| Striche | Zeichen  |
| ------- | -------- |
| +0      | 缶       |
| +02     | 缷       |
| +03     | 缸       |
| +04     | 缹 缺 缼 |
| +05     | 缻 缽    |
| +06     | 缾 缿 罀 |
| +08     | 罁 罂    |
| +10     | 罃       |
| +11     | 罄 罅 罆 |
| +12     | 罇 罈 罉 |
| +13     | 罊 罋    |
| +14     | 罌       |
| +15     | 罍       |
| +16     | 罎 罏    |
| +18     | 罐       |

 Im Unicodeblock Kangxi-Radikale ist das Radikal 121 unter der Codepointnummer 12.152 (U+2F78) codiert.